# الشلال (حمص)
الشلال قرية سوريّة تتبع إداريّاً لمحافظة حمص منطقة حمص ناحية حمص، بلغ تعداد سكانها 317 نسمة حسب التعداد السكاني لعام 2004.